# Lại Đức Thịnh
Lại Đức Thịnh (1931-1991) là một Phó Giáo sư, Tiến sĩ Toán học Việt Nam, ông là một trong những người Việt Nam đầu tiên nghiên cứu về Số học hiện đại.

## Cuộc đời và sự nghiệp
Nguyên quán của ông là ở thôn Vinh Quan, xã Trọng Quan, huyện Đông Hưng, Thái Bình.
Sinh ra trong gia đình có truyền thống giáo dục, gia tộc đời đời hào mục địa phương. Cha của ông là cụ Giáo Kỳ - Lại Ngọc Kỳ, giáo viên trường Hương sư Vinh Quan. Ông nội của ông là cụ Lý trưởng Vinh Quan - Lại Ngọc Lâm. 
Ngày con nhỏ ông được gia đình cho theo học trường Hương sư Vinh Quan, lớn lên được theo học trường Thành chung Thái Bình.
Năm 1956, ông tốt nghiệp khóa đầu tiên của khoa Toán – Lý trường Đại học Sư phạm Hà Nội. Sau khi tốt nghiệp, ông được biên chế, dạy ở khoa Toán – Lý, bộ môn giải tích.
Cuối năm 1958, ông được cử đi Liên Xô làm nghiên cứu sinh tại khoa Toán, Đại học Tổng hợp Lômônôxốp. Thầy hướng dẫn ông là Giáo sư, Viện sỹ nổi tiếng về ngành Số học, Alexander Osipovich Gelfond, người giải được bài toán thứ 7 của Hilbert.
Năm 1963, Luận án của ông "Số các ước trong một góc" được bảo vệ thành công.
Cuối năm 1963, Lại Đức Thịnh về nước. Ông trở lại khoa Toán và giảng dạy ở bộ môn đại số.
Ông bắt đầu viết các giáo trình giảng dạy có giá trị thuộc chuyên ngành giải tích, số học.
Từ Liên Xô về một năm thì ông được đề bạt làm Chủ nhiệm bộ môn giải tích (1964-1966) rồi chủ nhiệm bộ môn Đại số (1966-1979).
Năm 1981, Tiến sĩ Lại Đức Thịnh được phong học hàm Phó Giáo sư.
Tháng 6 -1991, PGS.TS Lại Đức Thịnh cùng vợ qua đời do một tai nạn giao thông.

## Tác phẩm

### Sách
Ông đã viết/dịch một số sách giáo trình về Số học và Giải tích có giá trị
"A. Y. Khinchin. Giáo trình giản yếu giải tích toán học". Tập 1, Nhà xuất bản Giáo dục 1959.
"A. Y. Khinchin. Giáo trình giản yếu giải tích toán học". Tập 2, Nhà xuất bản Giáo dục 1960.
"Số luận" tập 1, Nhà xuất bản Giáo dục 1967;
"Số luận" tập 2, Nhà xuất bản Giáo dục 1969;
"Giáo trình số học"- Nhà xuất bản Giáo dục 1977
và một số công trình khác

### Bài báo
Ông đã công bố các bài báo khoa học sau:
1. Din Van Hoang; Lai Dyk Tsin, Second harmonic generation in a medium with a variable permittivity, Kvantovaya Elektronika, 8:9 (1981) [Soviet Journal of Quantum Electronics, 11:9 (1981)]
2. Laĭ Dyk Thin'. On the number of divisors in angles. Mat. Sb. (N.S.), 67(109) (1965) 345-365
3. Laĭ Dyk Thin'. On the number of divisors in an angle. Dokl. Akad. Nauk SSSR, 149 (1963) 513-515
4. Laĭ Dyk Thinʹ. On the number of divisors in an angle. Dokl. Akad. Nauk SSSR 143 (1962) 28–30